# Nyssa yunnanensis
Nyssa yunnanensis е вид растение от семейство Дрянови (Cornaceae). Видът е критично застрашен от изчезване.

## Разпространение
Разпространен е в Китай.